# 中国科学院青海盐湖研究所
中国科学院青海盐湖研究所是中华人民共和国的一所盐湖化学研究机构，是中国科学院直属研究单位，位于青海省西宁市。